# Leptodactylidae
Famille
Synonymes
- Cystignathidae Tschudi, 1838
- Plectromantidae Mivart, 1869
- Adenomeridae Hoffmann, 1878

Les Leptodactylidae sont une famille d'amphibiens. Elle a été créée par Franz Werner (1867-1939) en 1896.

## Répartition

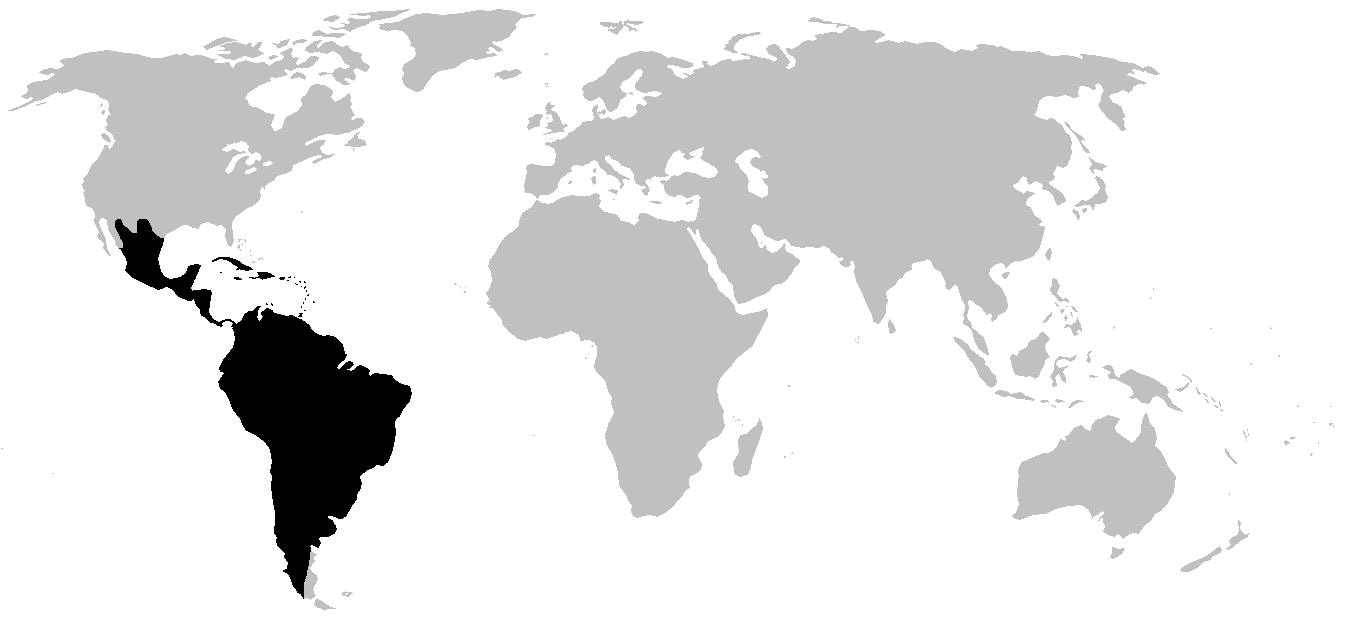

Les espèces de ses genres se rencontrent dans le sud de l'Amérique du Nord, en Amérique centrale, en Amérique du Sud et aux Antilles.

## Liste des sous-familles et genres
Selon Amphibian Species of the World (3 novembre 2014) :
- sous-famille Leiuperinae Bonaparte, 1850
  - genre Edalorhina Jiménez de la Espada, 1870
  - genre Engystomops Jiménez de la Espada, 1872
  - genre Physalaemus Fitzinger, 1826
  - genre Pleurodema Tschudi, 1838
  - genre Pseudopaludicola Miranda-Ribeiro, 1926
- sous-famille Leptodactylinae Werner, 1896
  - genre Adenomera Steindachner, 1867
  - genre Hydrolaetare Gallardo, 1963
  - genre Leptodactylus Fitzinger, 1826
  - genre Lithodytes Fitzinger, 1843
- sous-famille Paratelmatobiinae Ohler & Dubois, 2012
  - genre Crossodactylodes Cochran, 1938
  - genre Paratelmatobius Lutz & Carvalho, 1958
  - genre Rupirana Heyer, 1999
  - genre Scythrophrys Lynch, 1971
- Incertae Sedis :
  - Hylodes hallowelli Cope, 1862
  - Leptodactylus ochraceus Lutz, 1930
  - Plectomantis rhodostima Cope, 1874

## Publication originale
- Werner, 1896 : Beiträge zur Kenntniss der Reptilien und Batrachier von Centralamerika und Chile, sowie einiger seltenerer Schlangenarten. Verhandlungen des Zoologisch-Botanischen Vereins in Wien, vol. 46, p. 344-365 (texte intégral).